# Церковь Христа Искупителя (Люденшайд)
Церковь Христа Искупителя (нем. Erlöserkirche) — протестантская церковь в центре города Люденшайд, являющаяся самой старой церковью города; до 1902 года называлась «Medarduskirche». Современное здание было построено в 1826 году на месте романской базилики XI века.

## История и описание
Церковь Христа Искупителя в Люденшайде (или её предшественница) впервые упоминается в документах от 1072 года: до Реформации её покровителем являлся Святой Медард — одновременно считавшийся покровителем всего города. В XII веке на месте здания-предшественника — однонефной базилики, построенной в романском стиле — было возведено позднероманская двухнефная церковь, хор который был затем перестроен уже готическом стиле. Здание, нуждавшееся в существенном ремонте, было снесено в 1822 году, но от него все же сохранился фрагмент романской башни. 26 марта 1826 года состоялось торжественное открытие нового здания храма, созданного по проекту мастера-строителя из Верденского аббатства Энгельберта Кляйнханца — проект местного архитектора Вильгельма Таппе был отклонен ранее, в 1823 году, по результатам доклада-экспертизы прусского архитектора Карла Фридриха Шинкеля.
На начало XXI века колокольня церкви Христа Искупителя считалась старейшим сохранившимся зданием в городе Люденшайд: она проходила ремонт и реставрацию в 1920 и 2000 годах, получив новые колокола, которых теперь насчитывалось пять. Исследователи также полагали, что алтарь храма был создан Адольфом фон Фагедесом — учеником Карла Шинкеля. В конце 2018 года церковь получила новый орган.